# Hurz!
Hurz! ist ein Fernsehstreich von Hape Kerkeling und Achim Hagemann, der zu den bekanntesten Werken Kerkelings gehört. Er wurde in der letzten Folge der Comedyserie Total Normal gezeigt, die im Juli 1991 im Ersten ausgestrahlt wurde. 
Kerkeling und Hagemann mimen im Streich zwei polnische Musiker, die in der niedersächsischen Gemeinde Stuhr dem unwissenden Publikum einen angeblichen Ausschnitt aus einer Oper eines fiktiven zeitgenössischen klassischen Komponisten präsentieren. Obwohl der Text nur aus kurzen unsinnigen Passagen besteht, die mehrmals von einem lauten Ausruf „Hurz!“ unterbrochen werden, bemühen sich Teile des Publikums in der anschließenden Diskussion um eine ernsthafte Interpretation des Stücks. 
Nach dem Erfolg des Streichs wurde 1992 die Single Hurz!!! veröffentlicht, die neben Kerkelings Gesang auch die nachgesprochenen Kommentare der Zuschauer enthält.

## Inhalt
Kerkeling tritt als Tenor Mirosław Lem, Hagemann als Pianist Piotr Stianek auf. Beide tragen Frack; Kerkeling trägt eine angeklebte Schifferkrause im Gesicht, und auch Hagemann hat einen angeklebten Bart. 
Vorgestellt wird der Ausschnitt einer angeblichen Oper des fiktiven polnischen Komponisten Sewald Brewske, der ein Vertreter der zeitgenössischen klassischen Musik sein soll. Hagemann spielt am Flügel dissonant bis atonal klingende Musik; Kerkeling singt dazu expressiv und abgehackt. Das Stück beginnt mit den folgenden Worten:

„Der Wolf… das Lamm… auf der grünen Wiese. Das Lamm… schreit… Hurz!“

Im bruchstückhaften Text werden später auch noch ein Lurch und ein Habicht erwähnt. Kerkeling ermutigt das Publikum auf Deutsch mit osteuropäischem Akzent, Fragen zu stellen. Es kommen sechs Zuschauer zu Wort. Einige üben Kritik am Stück. So erklärt ein Zuschauer die Art der Interpretation für sehr gewöhnungsbedürftig. Einer Zuschauerin, auf die das Stück komisch wirkt und die ungläubig fragt, ob das wirklich klassische Musik sei, unterstellt Kerkeling, sie habe keinen intellektuellen Zugang zum Stück, worauf die Zuschauerin pikiert reagiert. Eine andere Zuschauerin fragt, ob die gesamte Oper in dieser Erzählform geschrieben wurde und ob noch weitere Tiere vorkämen. Kerkeling erklärt dazu, dass die gesamte Oper ohne Inszenierung auskomme und die Zuschauerin das Werk etwas missverstanden habe, da es wie in einer Fabel weniger um die Tiere, sondern mehr um den Bezug zum Menschen gehe. Mehrfach schlägt Hagemann auf Englisch vor, Teile des Stückes zu wiederholen, worauf die beiden wieder etwas vortragen. 
Ein Zuschauer erklärt, das Motiv von Wolf und Lamm habe eine lange Geschichte. Da darin aber auch immer die Vision einer möglichen Versöhnung enthalten sei, sei dies womöglich auch eine Intention des Komponisten. Derselbe Zuschauer sagt auf Englisch, er denke, die beiden Künstler wollen das Publikum testen. Darauf fragt Hagemann, ob nicht das ganze Leben ein Test des Publikums und der Menschen sei. Am Ende lösen Kerkeling und Hagemann die Situation auf, indem sie das Stück Das ganze Leben ist ein Quiz vortragen, das in früheren Folgen von Total Normal auftauchte. Einige Zuschauer reagieren daraufhin mit Lachen und Klatschen, andere bleiben ernst.

## Entstehung und Veröffentlichung
Die Idee geht laut Kerkeling auf eine moderne Oper über einen Wellensittich zurück. Möglicherweise handelt es sich um Michael Nymans Werk Pretty Talk (1977), das auf Aufnahmen des sprechenden Wellensittichs Sparkie basiert.
Der Streich entstand für die von Radio Bremen produzierte Sendung Total Normal, die Kerkeling zusammen mit Hagemann moderierte. Aufgenommen wurde der Streich im Ratssaal von Stuhr, einer niedersächsischen Gemeinde südlich von Bremen. Da zu einer Veranstaltung von unbekannten polnischen Künstlern keine Zuschauer zu erwarten waren, hatte Birgitt Reckmeyer, die für Total Normal verantwortliche Redakteurin, nach einem Konzert gesucht, in dessen Vorprogramm man auftreten konnte. In Stuhr fand am Aufnahmetag ein klassisches Konzert unter dem Motto „Europa“ statt. Da dazu ein Beitrag polnischer Künstler gut passte, war der Fachdienstleiter der Gemeinde für Kultur mit dem Auftritt einverstanden. 
Das anwesende Fernsehteam erklärte man den Veranstaltern und dem Publikum damit, dass man einen Beitrag für die (fiktive) Klassiksendung Musica Sonata drehen wolle. Dafür hatte man Jürgen Koch, Moderator des Bremer Lokalmagazins buten un binnen, mitgebracht, der ein paar einleitende Worte sprach. Dass Hagemann unabhängig von der Zuschauerreaktion stets auf Englisch vorschlug, nochmals Teile des Stücks zu wiederholen, hatte er mit Reckmeyer abgesprochen. Der Ausruf „Hurz“ war durch einen gleichnamigen Mann inspiriert, der über Hagemanns Düsseldorfer Studio wohnte.
Der Streich wurde in der siebten und letzten Folge von Total normal gezeigt, die am 4. Juli 1991 im Ersten ausgestrahlt wurde. Sie war als Doppelsendung mit einer Länge von zweimal 30 Minuten gestaltet. Hurz! war der letzte Beitrag der Sendung und ist etwa sechs Minuten lang. 1992 wurde eine 3:22 Minuten lange Studioversion des Lieds als Synthie-Pop-Song unter dem Titel Hurz!!! mit einigen extra dafür eingesungenen Passagen als Single bei Ariola veröffentlicht. Das Stück enthält auch Teile der Kommentare des Publikums, die allerdings nachgesprochen wurden.

## Analyse
Hurz! wurde wissenschaftlich untersucht. Die Musikwissenschaftlerin Maria Goeth nutzte den Auftritt, um daran unterschiedliche Möglichkeiten zur Beurteilung der Interpretation eines Kunstwerks vorzustellen. So sieht sie das Konzertpublikum sowohl in der aufgebrachten kognitiven Leistung als auch der Ästhetik ihrer Interpretation dem Studio- und Fernsehpublikum überlegen. Dabei hebt sie vor allem die Interpretation des Zuschauers positiv hervor, der einen Bezug zu den von Wolf und Lamm symbolisierten gegensätzlichen Kräften sieht. 
Bezüglich der Übereinstimmung der Rezeption der Zuschauer mit der Autorenintention sei keine der beiden Interpretationen der anderen vorzuziehen. Zwar scheinen auf den ersten Blick nur das Studio- und das Fernsehpublikum die Intention von Kerkeling und Hagemann richtig zu verstehen, da sie im Gegensatz zum Konzertpublikum den humoristischen Charakter des Beitrags erkennen. Da die beiden Komiker aber mit der Gestaltung des Beitrags das Ziel verfolgt hatten, das Konzertpublikum in die Irre und damit zu einer ernsthaften Interpretation des Stücks zu führen, habe auch das Publikum vor Ort das Werk gemäß der Autorenintention verstanden. Allein bei der Konformität mit dem Konsens der Masse sei die Interpretation des Studio- und Fernsehpublikums der des Konzertpublikums überlegen.
Der Literatur- und Medienwissenschaftler Henning Siekmann beschäftigte sich in seiner Dissertation mit der Metapher Wolf und Lamm und ihrer Verwendung im politischen Kontext. Dem ersten Kapitel der Schrift stellte er das Zuschauerzitat „Wolf und Lamm, das hat ja eine lange Geschichte“ voran. In einer kurzen Analyse des Stücks hebt er hervor, dass der Streich nur funktionieren konnte, weil der vorgetragene Text nicht nur aus einer Aneinanderreihung von unsinnigen Wörtern bestand, sondern ein gewisses Maß an Sinn enthielt, der dem Publikum eigene Assoziationen ermöglichte. Außerdem weist er darauf hin, dass der auf den ersten Blick deplatziert wirkende Habicht schon in dem Lehrgedicht Werke und Tage des antiken griechischen Dichters Hesiod auftauchte, dort zusammen mit der Nachtigall.

## Erfolg und Nachwirkung
Der Streich zählt zu Kerkelings bekanntesten Fernsehbeiträgen und gilt als ein „Stück deutsche Fernsehgeschichte“. Die Single Hurz!!! erreichte Platz 4 der deutschen Singlecharts und wurde 1993 mit dem Radio-Preis RSH-Gold in der Kategorie Comedy ausgezeichnet.
2017 wurde in Recklinghausen, dem Geburtsort von Kerkeling und Hagemann, der Comedypreis Recklinghäuser Hurz ins Leben gerufen, der seitdem jährlich in vier Kategorien vergeben wird.

## DVD
- Hape Kerkeling. Die große TV-Edition. Studio Hamburg, Hamburg 2011, DVD Nr. 3.